# XL Batallón de Fortaleza de la Luftwaffe
El XL Batallón de Fortaleza de la Luftwaffe (XL. Luftwaffen-Festungs-Bataillon) fue una unidad de la Luftwaffe durante la Segunda Guerra Mundial.

## Historia
Fue formado en septiembre de 1944, con 3 compañías. Entró en acción en el Frente Occidental (VI Comando Administrativo Aéreo(?)). Se componía de: compañía de Plana Mayor con dos pelotones de telefonistas, dos pelotones de radiotelegrafistas, una unidad de transporte y una de intendencia.
- 1.ª Compañía de Fortaleza de la Luftwaffe
- 2.ª Compañía de Fortaleza de la Luftwaffe
- 3.ª Compañía de Fortaleza de la Luftwaffe
- 4.ª Compañía de Fortaleza de la Luftwaffe

El 15 de octubre de 1944 en Meppel, Holanda, componentes del batallón fueron utilizados para reformar la 6.ª División de Paracaidistas. Fue absorbido por la 6.ª División de Paracaidistas el 20 de febrero de 1945.